# Фундень (Бакеу)
Фундень, Фундені (рум. Fundeni) — село у повіті Бакеу в Румунії. Входить до складу комуни Секуєнь.
Село розташоване на відстані 258 км на північ від Бухареста, 14 км на північний схід від Бакеу, 68 км на південний захід від Ясс.

## Населення
За даними перепису населення 2002 року у селі проживали 197 осіб, усі — румуни. Усі жителі села рідною мовою назвали румунську.